# 846 Lipperta
A 846 Lipperta (ideiglenes jelöléssel 1916 AT) a Naprendszer kisbolygóövében található aszteroida. K. Gyllenberg fedezte fel 1916. november 26-án.